# Championnat de Slovaquie masculin de volley-ball
 (signalé en août 2025).
Si vous disposez d'ouvrages ou d'articles de référence ou si vous connaissez des sites web de qualité traitant du thème abordé ici, merci de compléter l'article en donnant les références utiles à sa vérifiabilité et en les liant à la section « Notes et références ».
- Archive Wikiwix
- Bing
- Cairn
- DuckDuckGo
- E. Universalis
- Gallica
- Google
- G. Books
- G. News
- G. Scholar
- Persée
- Qwant
- (zh) Baidu
- (ru) Yandex
- (wd) trouver des œuvres sur Wikidata

Le Championnat de Slovaquie masculin de volley-ball est une compétition annuelle regroupant les dix meilleurs clubs professionnels de volley-ball masculin en Slovaquie
.

## Historique
- Le championnat de Slovaquie a été créé en 1993, à l'occasion de la dissolution de la Tchécoslovaquie.

## Palmarès
| - 1993 : VKP Bratislava - 1994 : VKP Bratislava - 1995 : VKP Bratislava - 1996 : VKP Bratislava - 1997 : VKP Bratislava - 1998 : VKP Bratislava - 1999 : VKP Bratislava - 2000 : SK Puchov - 2001 : Petrochema Dubova - 2002 : SK Puchov - 2003 : SK Puchov - 2004 : VKP Bratislava - 2005 : VK PU Prešov - 2006 : VKP Bratislava - 2007 : VK Nové Mesto nad Váhom - 2008 : VK Chemes Humenné - 2009 : VKP Bratislava - 2010 : VK Chemes Humenné - 2011 : VKP Bratislava - 2012 : VK Chemes Humenné - 2013 : Volley Team UNICEF Bratislava - 2014 : VK Chemes Humenné - 2015 : VK Mirad PU Prešov - 2016 : VK Bystrina SPU Nitra - 2017 : VKP Bystrina SPU Nitra - 2018 : VK Prievidza - 2019 : VK Prievidza |